# Takao Aeba
Takao Aeba (jap. 饗庭 孝男, Aeba Takao; * 27. Januar 1930; † 21. Februar 2017) war ein japanischer Literaturwissenschaftler.

## Leben
Aeba debütierte 1966 mit einer Schrift über die japanische Nachkriegsliteratur unter dem Titel Sengo bungaku ron. Mit der westlichen Literatur und Kultur setzte er sich in Ishi to hikari no shisō (Die Philosophie von Stein und Licht, 1971) auseinander. Dem folgten literaturkritische und erkenntnistheoretische Werke wie Hanrekishishugi no bungaku (Antihistorische Literatur, 1972), Zettai e no katsubō (Durst nach dem Absoluten, 1972) und Furansu romanesuku (Französische Romanik, 1999).

## Quelle
- The Japanese Literature Home Page – Modern Japanese Authors, A–I (Memento vom 14. August 2011 im Internet Archive)